# Épidémie de variole du singe de 2022 en Allemagne
 (septembre 2022).
La mise en forme du texte ne suit pas les recommandations de Wikipédia : il faut le « wikifier ».
Les points d'amélioration suivants sont les cas les plus fréquents. Le détail des points à revoir est peut-être précisé sur la page de discussion.
- Les titres sont pré-formatés par le logiciel. Ils ne sont ni en capitales, ni en gras.
- Le texte ne doit pas être écrit en capitales (les noms de famille non plus), ni en gras, ni en italique, ni en « petit »…
- Le gras n'est utilisé que pour surligner le titre de l'article dans l'introduction, une seule fois.
- L'italique est rarement utilisé : mots en langue étrangère, titres d'œuvres, noms de bateaux, etc.
- Les citations ne sont pas en italique mais en corps de texte normal. Elles sont entourées par des guillemets français : « et ».
- Les listes à puces sont à éviter, des paragraphes rédigés étant largement préférés. Les tableaux sont à réserver à la présentation de données structurées (résultats, etc.).
- Les appels de note de bas de page (petits chiffres en exposant, introduits par l'outil «  Source ») sont à placer entre la fin de phrase et le point final[comme ça].
- Les liens internes (vers d'autres articles de Wikipédia) sont à choisir avec parcimonie. Créez des liens vers des articles approfondissant le sujet. Les termes génériques sans rapport avec le sujet sont à éviter, ainsi que les répétitions de liens vers un même terme.
- Les liens externes sont à placer uniquement dans une section « Liens externes », à la fin de l'article. Ces liens sont à choisir avec parcimonie suivant les règles définies. Si un lien sert de source à l'article, son insertion dans le texte est à faire par les notes de bas de page.
- La présentation des références doit suivre les conventions bibliographiques. Il est recommandé d'utiliser les modèles {{Ouvrage}}, {{Chapitre}}, {{Article}}, {{Lien web}} et/ou {{Bibliographie}}. Le mode d'édition visuel peut mettre en forme automatiquement les références.
- Insérer une infobox (cadre d'informations à droite) n'est pas obligatoire pour parachever la mise en page.

Pour une aide détaillée, merci de consulter Aide:Wikification.
Si vous pensez que ces points ont été résolus, vous pouvez retirer ce bandeau et améliorer la mise en forme d'un autre article.
L'épidémie de variole du singe de 2022 en Allemagne fait partie d'une épidémie mondiale de variole du singe humaine causée par le clade ouest-africain du virus de la variole du singe. À la fin du mois de juin 2022, l'Espagne, le Royaume-Uni et l'Allemagne sont les pays qui comptent le plus de cas (en nombre absolu) en Europe.

## Histoire
Le 20 mai 2022, le premier cas de variole du singe a été détecté par sérologie à Munich, le patient masculin présentait des « changements cutanés caractéristiques » déjà la veille,.

### Développement en mai et juin 2022
Jusqu'à la fin du mois de mai 2022, 33 cas de variole du singe ont été confirmés, le 10 juin, le nombre — cumulé — de cas était de 165, et le nombre — cumulé — est passé à 1 242 au 5 juillet.
En juin 2022, l'État fédéral allemand le plus touché en termes de cas « signalés » était la cité-état de Berlin. Jusqu'au 3 juin, 39 cas ont été signalés à Berlin et 65 dans l'ensemble du pays, et jusqu'au 28 juin, la ville-état a signalé environ deux tiers de tous les cas (557 sur 838). La ville-état prévoit de commencer la vaccination pendant la semaine du 4 juillet.
Jusqu'au 1er juillet (matin), 1 054 cas ont été signalés pour l'ensemble du pays, bien que le Institut Robert-Koch (RKI) ait déclaré que la situation n'était pas inquiétante (« nicht beunruhigend ») pour la population générale.

### Développement en juillet 2022
Jusqu'au 5 juillet, 761 cas ont été signalés dans la seule ville-état de Berlin et la presse a critiqué le fait que les vaccinations n'avaient pas encore commencé à Berlin, alors que 8000 doses de vaccin Imvanex étaient déjà en stock,. La vaccination à Berlin va maintenant commencer dans la semaine du 11 juillet.
Jusqu'au (matin du) 8 juillet, 1 490 cas ont été signalés pour l'ensemble du pays. Le 19 juillet, 2 033 cas (cumulés) ont été signalés, dont 1 140 cas en Berlin; le 22 juillet, la ville-état de Berlin a demandé une allocation supplémentaire de vaccins en raison de la forte demande.
Jusqu'en juillet 2022, la République fédérale a reçu 40 000 doses de vaccin antivariolique Imvanex et les a distribuées aux États fédéraux. 200 000 autres doses de vaccin sont attendues pour septembre.

### Développement en août 2022
Jusqu'au 5 août 2022, 2 887 cas confirmés ont été signalés pour l'ensemble du pays et environ la moitié des cas (1 436) ont été signalés dans la seule ville-état de Berlin. En plus des 9 500 doses de vaccin que Berlin a déjà reçues, le gouvernement fédéral devrait lui donner 1 900 doses supplémentaires dans la semaine du 8 août 2022.
À Berlin, où le nombre de nouvelles infections au virus de la variole du singe signalées a été le plus élevé pendant longtemps, ce nombre a considérablement diminué à la mi-août. Le 19 août 2022, 6417 vaccinations (dont 90 secondes) contre la variole du singe avaient été administrées dans les 28 sites de vaccination de Berlin.

### Développement depuis septembre 2022
Au 9 septembre 2022, un total de 3530 cas de monkeypox a été signalé au RKI, dont 14 cas chez des femmes et 2 cas chez des enfants de moins de 14 ans. Le nombre hebdomadaire de nouveaux cas signalés est en baisse depuis début août.
Le nombre de cas déclarés chaque semaine étant tombé à un niveau faible (assez durablement inférieur à 50), le RKI ne fournira des informations qu'une fois par semaine, le mardi, à partir de la deuxième semaine d'octobre 2022.

## Interventions

### Vaccination
Le 30 juin - avec une prépublication le 21 juin - le RKI a recommandé le Vaccin contre la variole humaine Imvanex (en) pour la prophylaxie post-exposition (PEP), pour les personnes à haut risque d'infection et pour les personnes présentant un risque d'évolution sévère de la maladie. En raison des ressources limitées d'Imvanex, il existe des priorités. Le vaccin antivariolique Imvanex est administré par voie sous-cutanée. (Contrairement aux vaccins contre la variole humaine de première et deuxième générations.)
Le 21 juillet, le Comité permanent des vaccinations (STIKO) (en) a recommandé de n'utiliser qu'une seule dose par personne (au lieu de deux) du vaccin Imvanex pour le moment - afin que davantage de personnes puissent être vaccinées.
Depuis le 19 août 2022, l'Agence européenne des médicaments (EMA) autorise également l'administration intradermique (en) du vaccin, qui ne nécessite qu'un cinquième de la quantité de dose (comme pour la vaccination sous-cutanée) pour induire des niveaux d'anticorps similaires.

### Isolement
Le RKI recommande aux personnes chez qui la variole du singe a été diagnostiquée de s'isoler chez elles pendant au moins 21 jours. L'isolement peut être obligatoire par ordonnance du "Gesundheitsamt" (autorité sanitaire locale). Cette période d'isolement obligatoire peut également s'appliquer aux contacts proches qui sont vaccinés et ne présentent aucun signe d'infection.

## Nombre cumulé de cas
Afin de limiter les liens pour les simples nombres de cas, il n'y a peut-être que quelques liens pour les jours spéciaux (comme la fin d'un mois ou les jours qui ne sont pas archivés par la machine Wayback). L'RKI rapporte les données du lundi au vendredi et la presse allemande se base sur ces données pour le nombre global, il n'y a donc pas de nouveaux cas le samedi ou le dimanche. Les données peuvent être vérifiées grâce aux archives Internet ("Wayback Machine") de la page web du RKI, voir #RKI & CDC data.
Pour des raisons techniques, il est temporairement impossible d'afficher le graphique qui aurait dû être présenté ici.

Pour des raisons techniques, il est temporairement impossible d'afficher le graphique qui aurait dû être présenté ici.

Références: 13 juin, 14 juin, 17 juin, 30 juin.
7 juillet, 8 juillet, 13 juillet, 15 juillet, 22 juillet, 29 juillet, 5 août, 10 août, 12 août, 19 août, 25 août, 29 août, 30 août, 1 sept, 6 sept, 9 sept, 13 sept, 19 sept, 23 sept, 27 sept, 30 sept, 4 oct, 11 oct, 3 jan 2023
Nouveaux cas dans la semaine
Pour des raisons techniques, il est temporairement impossible d'afficher le graphique qui aurait dû être présenté ici.

### Données RKI et CDC
RKI (chiffres allemands)
- (de) « Internationaler Affenpocken-Ausbruch : Fallzahlen und Einschätzung der Situation in Deutschland » [« International monkeypox outbreak : case numbers and assessment of the situation in Germany »], sur www.rki.de (consulté le 25 juin 2022). Mis à jour du lundi au vendredi, publié par le RKI.
  - Archive de "Internationaler Affenpocken-Ausbruch : Fallzahlen und Einschätzung der Situation in Deutschland " (RKI) sur la Wayback Machine.
- (de + en) SurvStat@RKI 2.0 (survstat.rki.de) Page Web permettant d'interroger les maladies et les agents pathogènes signalés au RKI, y compris le monkeypox. Option de sortie en anglais.

CDC (carte du monde)
- 2022 Monkeypox Outbreak Global Map (www.cdc.gov)